# Ali Baba et les quarante voleurs (film 1907)

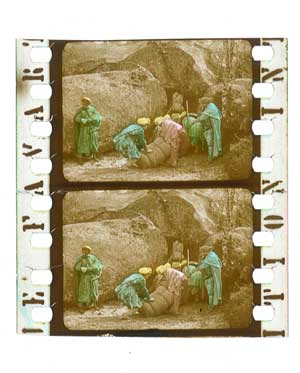

Ali Baba et les quarante voleurs è un cortometraggio muto del 1907 diretto da Segundo de Chomón,

## Produzione
Il film fu prodotto dalla Pathé Frères.

## Distribuzione
Distribuito dalla Pathé Frères, il film - un cortometraggio in una bobina - uscì nelle sale francesi nel 1907. La Pathé lo distribuì anche negli Stati Uniti, dove venne importato e presentato il 23 novembre 1907 con il titolo inglese Ali Baba and the Forty Thieves